# Thabena patula
Thabena patula är en insektsart som först beskrevs av Walker 1857.  Thabena patula ingår i släktet Thabena och familjen sköldstritar. Inga underarter finns listade i Catalogue of Life.